# Der geheime Kurier
Der geheime Kurier ist ein deutsches Stummfilm-Gesellschaftsdrama aus dem Jahre 1928. Unter der Regie von Gennaro Righelli spielen Iwan Mosjukin und Lil Dagover die Hauptrollen. Der Geschichte liegt der Roman Rot und Schwarz (1830) von Stendhal zugrunde.

## Handlung
Frankreich, kurz vor 1830. Julien Sorel tritt eine Stelle als Sekretär des Bürgermeisters von Verrières, Monsieur de Rénal, an. Er beginnt eine Liaison mit dessen Gattin, Thérèse de Rénal, die er aber letztlich nur als einen Schritt auf dem Weg nach oben betrachtet. Tatsächlich geht er mit einigem Kalkül in diese Affäre und verlässt die attraktive Dame, als ihm der mächtige Marquis de la Môle die Möglichkeit zu einem weiteren Aufstieg aufzeichnet. So trennt sich Julien wieder von Madame und folgt dem Marquis nach Paris, in der Hoffnung, eines Tages dessen Tochter Mathilde ehelichen zu können. Die besitzt zwar nicht die Klasse der Bürgermeister-Gattin, ist aber vollkommen vernarrt in den einstigen Hauslehrer.
Zutiefst verletzt von Juliens Verhalten, beschließt Thérèse de Rénal, sich an Julien zu rächen und seinen Ruf nachhaltig zu beschädigen, als der Marquis um Reverenzen bittet. Dem ehemaligen Sekretär ihres Gatten stellt sie in einem Schreiben an den Marquis ein ausgesprochen schlechtes Zeugnis aus. Er sei ein unehrenwerter Geselle, der bei der Wahl seiner Partnerin einzig das Geld der Dame im Auge habe. Außer sich vor Zorn, reist Sorel nach Verrières zurück und schießt seine einstige Geliebte nieder. Für diesen Mordversuch soll er unter der Guillotine den Kopf verlieren. Durch den Regierungsantritt des Bürgerkönigs Louis-Philippe I. entkommt er seinem Todesurteil und tritt in die Dienste des Monarchen. Als Julien schließlich in die Wirren umstürzlerischer Umtriebe gerät, wird er von der Kugel eines Barrikadenkämpfers getroffen. Sorel stirbt in den Armen seiner Braut.  

## Produktionsnotizen
Der im Terra-Glashaus abgedrehte Film hält sich nicht allzu getreu an die Romanvorlage. Der geheime Kurier passierte am 19. Oktober 1928 die Filmzensur, besaß eine Länge von 2928 Metern, verteilt auf sieben Akte, und wurde am 23. Oktober 1928 im Berliner Mozartsaal uraufgeführt. 
Otto Erdmann und Hans Sohnle schufen die Filmbauten, Marcel Hellmann übernahm die Produktionsleitung.

## Kritiken
Paimann’s Filmlisten resümierte: „Trotz anfänglicher Längen vermittelt das nicht immer ganz der Historie entsprechende Sujet starke Wirkungen, besonders gegen Schluß des Films. Ausgezeichnet ist die Darstellung, woran der sie geschickt führenden Regie  wesentlich Anteil gebührt, wie auch eine sorgfältige Aufmachung und schöne Außenaufnahmen den günstigen Gesamteindruck vervollständigen.“

„… ein Film, der die Mittel der Narration beherrscht, mit einigen besonders gut arrangierten Szenen wie der Feier, wenn Sorel in den Adelsstand erhoben wird, die allein genommen schon absolut sehenswert wäre. Ein hervorstechender Film, wie er nur kurz vor den großen Umwälzungen durch den Tonfilm entstehen konnte.“